# Kasteel de Ghellinck de Walle

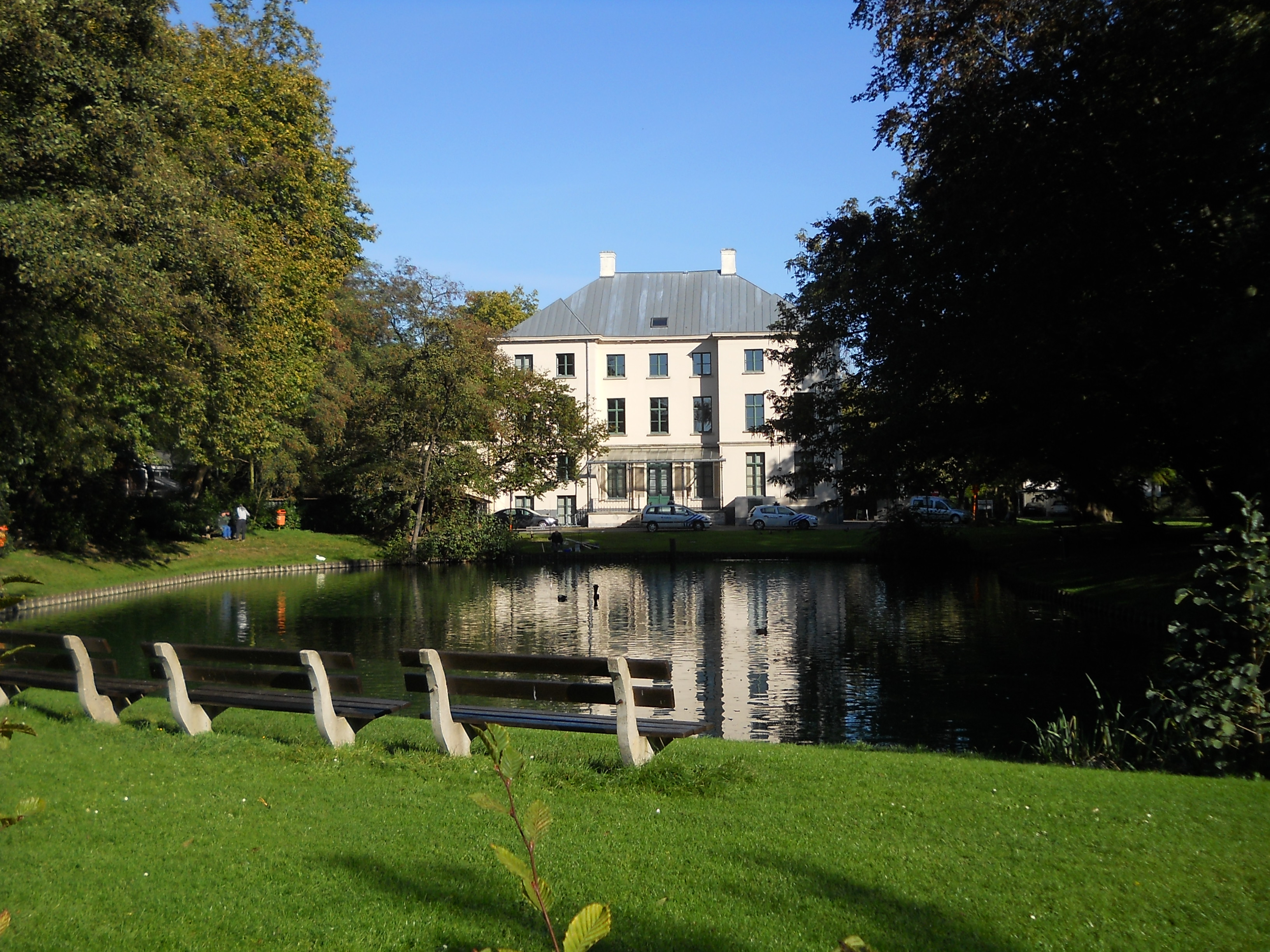
Kasteel de Ghellinck de Walle

Het Kasteel de Ghellinck de Walle (ook: Kasteel van Ruyenhove) is een kasteel in de tot de gemeente Gent behorende plaats Wondelgem, gelegen aan de Pieter Cieterslaan 28.

## Geschiedenis
In de 16e eeuw was er sprake van een dubbel omgracht landgoed dat eigendom was van Pieter van Tessele. In 1780 kwam het aan de familie de Ghellinck , heren van Tollenare. Omstreeks 1800 werd het kasteel herbouwd en het park met vijver aangelegd. In 1865 werd het kasteel nog uitgebreid.
In 1964 werd het kasteeldomein grotendeels verkaveld en het kasteel werd ingericht als gemeentehuis. Toen Wondelgem in 1977 door Gent werd geannexeerd, werd het kasteel als gemeentelijk dienstencentrum ingericht. Het kasteelpark is een openbaar park.

## Gebouw
Het betreft een classicistisch gebouw van einde 18e eeuw. In het gebouw bevindt zich nog een eikenhouten trap in dezelfde stijl.